# Julio Rodríguez Bolaños
Julio Rodríguez Bolaños (San Joaquín, 19 de agosto de 1935 - San José, 20 de julio de 2014) fue un periodista y abogado costarricense, ganador del Premio Pío Víquez de Periodismo.
Hijo de Mariano Rodríguez Chaves, telegrafista y de Ángela Bolaños Barrantes. Casó con la profesora herediana Miriam Quesada Chaves con quien tuvo dos hijos, Marcela y Bernal Rodríguez Quesada.
Tuvo cinco nietos y nietas, Andrés y Maripaz Ureña y Jimena, Cristiana y Sofía Rodríguez.
Estuvo incorporado al Colegio de Periodistas con el número 96 y en el Colegio de Abogados desde el 12 de septiembre de 1984, con el número 2876. Fue editorialista, columnista y coordinador de la sección editorial y de opinión del periódico La Nación desde septiembre de 1985.
El 30 de enero de 2006, el Ministerio de Cultura, Juventud y Deportes le otorgó el Premio Nacional de Periodismo Pío Víquez, basando sus consideraciones de la siguiente manera: 
"A lo largo del año 2005, el periodista y columnista ha desarrollado tesis de indudable valor para la discusión de los asuntos públicos costarricenses en, al menos, tres ejes temáticos fundamentales: la ética en la vida personal y en la vida pública, la educación como columna vertebral de cualquier aspiración de cambio político y la democracia como sistema capaz de resolver sus propias contradicciones".